# Levisticum
Levisticum es un género de plantas con flores con 10 especies, perteneciente a la familia Apiaceae. Naturales de las regiones montañosas de Europa, Alpes, Pirineos, Balcanes, etc.

## Descripción
Son pequeños arbustos vivaces con raíz carnosa semejante al apio, alcanzan hasta los 2 metros de altura con hojas grandes de color verde oscuro y pecioladas. Las flores son de color amarillo y están agrupadas en umbelas. El fruto es un aquenio.

## Taxonomía
El género fue descrito por John Hill (botánico) y publicado en The British Herbal 410. 1756.

## Especies
- Levisticum aquilegiifolium
- Levisticum argutum
- Levisticum caucasicum
- Levisticum grandiflorum
- Levisticum latifolium
- Levisticum levisticum
- Levisticum officinale
- Levisticum paludapifolium
- Levisticum persicum
- Levisticum vulgare